# قرار مجلس الأمن التابع للأمم المتحدة رقم 1528
قرار مجلس الأمن التابع للأمم المتحدة رقم 1528، المتخذ بالإجماع في 27 شباط / فبراير 2004، بعد الإشارة إلى القرارات 1464 (2003) و1479 (2003) و1498 (2003) و1514 (2003) و1527 (2004) بشأن الحالة في كوت ديفوار (ساحل العاج)، أنشأ المجلس عملية الأمم المتحدة في كوت ديفوار لفترة أولية مدتها اثني عشر شهرًا.

## القرار

### أعمال
بموجب الفصل السابع من ميثاق الأمم المتحدة، أنشأ المجلس عملية الأمم المتحدة في كوت ديفوار لفترة أولية مدتها اثني عشر شهرًا اعتبارًا من 4 نيسان / أبريل 2004، قوامها 240 62 فردًا من أفراد الأمم المتحدة، بما في ذلك 200 مراقب عسكري و320 شرطياً بالإضافة إلى عنصر مدني وقضائي وإصلاحيات. تم تشجيع بعثات الأمم المتحدة في غرب أفريقيا على تقديم الدعم لعملية الأمم المتحدة في كوت ديفوار، بينما طُلب من عملية الأمم المتحدة في كوت ديفوار التعاون مع بعثة الأمم المتحدة في سيراليون وبعثة الأمم المتحدة في ليبيريا.
وستشمل ولاية عملية الأمم المتحدة في كوت ديفوار مراقبة الجماعات المسلحة ووقف إطلاق النار؛ برنامج نزع السلاح والتسريح وإعادة الإدماج والإعادة إلى الوطن وإعادة التوطين؛ حماية موظفي الأمم المتحدة والمدنيين؛ دعم تنفيذ عملية السلام؛ تعزيز حقوق الإنسان؛ الاستفادة من القدرة الإعلامية والحفاظ على القانون والنظام. علاوة على ذلك، أُذن لها باستخدام جميع الوسائل اللازمة للوفاء بولايتها، وطُلب استكمال اتفاق وضع القوات في غضون 30 يومًا.
وشدد القرار على أهمية التنفيذ الكامل لاتفاق ليناس - ماركوسي وأن تضمن الأطراف الإيفوارية سلامة وحرية تنقل أفراد عملية الأمم المتحدة في كوت ديفوار. تم حث الحكومة على تنفيذ وإكمال برنامج نزع السلاح والتسريح وإعادة الإدماج، وحل الجماعات المسلحة، وإعادة هيكلة القوات المسلحة والأجهزة الأمنية، ووقف الاحتجاجات المضطربة في الشوارع. ودُعي المجتمع الدولي إلى تقديم الدعم من أجل المساعدة في التنمية الاقتصادية لكوت ديفوار.
تم تمديد تفويض قوات الجماعة الإقتصادية والقوات الفرنسية العاملة في البلاد لمدة اثني عشر شهرًا أخرى، مع مطالبة فرنسا بتقديم تقرير عن تفويضها. وأخيرا، طلب الأمين العام كوفي عنان اطلاع المجلس على الوضع في كوت ديفوار.

## روابط خارجية
- نص القرار في undocs.org
- موقع عملية الأمم المتحدة في كوت ديفوار